# Adam Kamieniecki
Adam Kamieniecki (ur. 29 sierpnia 1998 w Lublinie) – polski śpiewak operowy, baryton.

## Życiorys
Absolwent I Liceum Ogólnokształcącego im. Hetmana Jana Zamoyskiego w Zamościu oraz Państwowej Szkoły Muzycznej I i II stopnia im. Karola Szymanowskiego w klasie śpiewu solowego Wiesławy Grabek-Woś. W 2015 dostał się do finału IV Międzynarodowego Konkursu Wokalnego im. Giulio Perottiego w Ueckermünde, gdzie spotkali się uczestnicy z 19 krajów świata. W tym samym roku w uznaniu działań podejmowanych na rzecz kontynuowania dziedzictwa i tradycji Zamojszczyzny oraz kształtowania współczesnego oblicza kultury regionu został uhonorowany przez Starostę Zamojskiego Henryka Mateja, a także otrzymał stypendium Prezydenta Miasta Zamość Andrzeja Wnuka. Swoje umiejętności wokalne doskonalił pod okiem cenionych śpiewaków i pedagogów, takich jak Rainer Trost, Regine Köbler, Beata Zawadzka-Kłos oraz Urszula Kryger. W 2017 reprezentował Polskę na XXI Międzynarodowym Konkursie Wokalnym im. Lidiyi Abramovej w Moskwie, gdzie oprócz tytułu finalisty został laureatem Nagrody Specjalnej za Najlepsze Wykonanie Pieśni. Obecnie jest studentem Akademii Muzycznej im. Grażyny i Kiejstuta Bacewiczów w Łodzi na Wydziale Wokalno-Aktorskim w klasie Urszuli Kryger oraz Anny Wereckiej. Prowadzi regularną działalność koncertową z towarzyszeniem pianistów i orkiestr.

## Nagrody
- 2015: tytuł finalisty Międzynarodowego Konkursu Wokalnego im. Giulio Perottiego w Ueckermünde (Niemcy),
- 2016: II nagroda na Międzynarodowym Konkursie Wokalnym im. Imricha Godina IUVENTUS CANTI we Vráblach (Słowacja),
- 2016: III nagroda na Międzynarodowym Konkursie Wokalnym im. Rudolfa Petŕaka w Żylinie (Słowacja)[4],
- 2016: II nagroda na Międzynarodowym Konkursie Wokalnym im. Alidy Vane w Ventspils (Łotwa)[5],
- 2017: tytuł finalisty oraz Nagroda Specjalna za Najlepsze Wykonanie Pieśni na Międzynarodowym Konkursie Wokalnym im. Lidiyi Abramovej w Moskwie (Rosja)[6].